# Hanns Christoph Wagener
Hanns Christoph Wagener (* um 1700; † Mai 1760 in Dresden) war ein deutscher Ingenieur und Architekt.
Er war Ingenieur-Capitain und Lehrer der Baukunst an der Königl. Pohln. und Churfürstl. Sächß. Ritter- und Militair-Academie der Adelichen Cadets (Ritterakademie) in Dresden.
Er veröffentlichte 1755 das Werk „Gründliche Anweisung zu der Civil-Bau-Kunst“.

## Schriften
- Gründliche Anweisung zu der Civil-Bau-Kunst, M. Keyl Dresden 1755
- Hanns Christoph Wageners Gründliche Anweisung zu der Civil-Bau-Kunst. 1, In welchem nicht nur die Fünff Säulen-Ordnungen, nebst zweyen von der Toscana, Dorica und Jonica abstammenden Compositis enthalten ..., Breitkopf Dreßden, Leipzig 1768 (Band 1)
- Hanns Christoph Wageners Gründliche Anweisung zu der Civil-Bau-Kunst. 2, In welchem die sämtlichen Säulen-Ordnungen deß Ersten Theils, mit Gebälcken ohne Zahnschnitte, Dielen und Sparren-Köpfen ... enthalten ..., Breitkopf Dreßden, Leipzig 1768 (Band 2)